# واخزنبورگماینده
واخزنبورگماینده (به آلمانی: Wachsenburggemeinde) یک شهر در آلمان است که در تورینگن واقع شده‌است.
 واخزنبورگماینده  ۲٬۵۳۱ نفر جمعیت دارد.